# Razorblade Romance
Razorblade Romance – drugi album HIM, wydany 24 stycznia 2000 roku (z późniejszymi reedycjami).
Album ten i liczne, dobrze zaplanowane trasy koncertowe rozpowszechniły muzykę zespołu na całą Europę. Album miał reedycje w kilku krajach, różniące się nieco zawartością płyty (dodane bonusowe utwory, brak „One Last Time” na niektórych).
20 grudnia 2000 roku album uzyskał status złotej płyty w Polsce.

## Lista utworów
1. „I Love You” – 3:09
2. „Poison Girl” – 3:51
3. „Join Me (Album Version)” – 3:36
4. „Right Here In My Arms” – 4:03
5. „Gone With The Sin” – 4:21
6. „Razorblade Kiss” – 4:18
7. „Bury Me Deep Inside Your Heart” – 4:16
8. „Heaven Tonight” – 3:18
9. „Death Is In Love With Us” – 2:58
10. „Resurrection” – 3:39
11. „One Last Time” – 5:10
12. „Sigillum Diaboli” (bonus na Digi Pack Edition) – 3:53
13. „The 9th Circle (OLT)” (bonus na Digi Pack Edition) – 5:11

### edycja dwupłytowa

#### CD 1
1. „Your Sweet 666”
2. „Poison Girl”
3. „Join Me In Death”
4. „Right Here In My Arms”
5. „Bury Me Deep Inside Your Heart”
6. „Wicked Game”
7. „I Love You”
8. „Gone With The Sin”
9. „Razorblade Kiss”
10. „Resurrection”
11. „Death Is In Love With Us”
12. „Heaven Tonight”

#### CD 2
1. „Right Here In My Arms”
2. „Your Sweet 666”
3. „Poison Girl”
4. „Death Is In Love With Us”
5. „Wicked Game”
6. „Join Me”

## Twórcy
- Ville Valo - wokal
- Mikko Paananen - gitara basowa
- Lily Lazer - gitara
- Mikko Karppinen - perkusja
- Zoltan Pluto - instrumenty klawiszowe

## Pozycje na listach
| Lista | Kraj   | Pozycja |
| ----- | ------ | ------- |
| OLiS  | Polska | 46      |